# 진번군

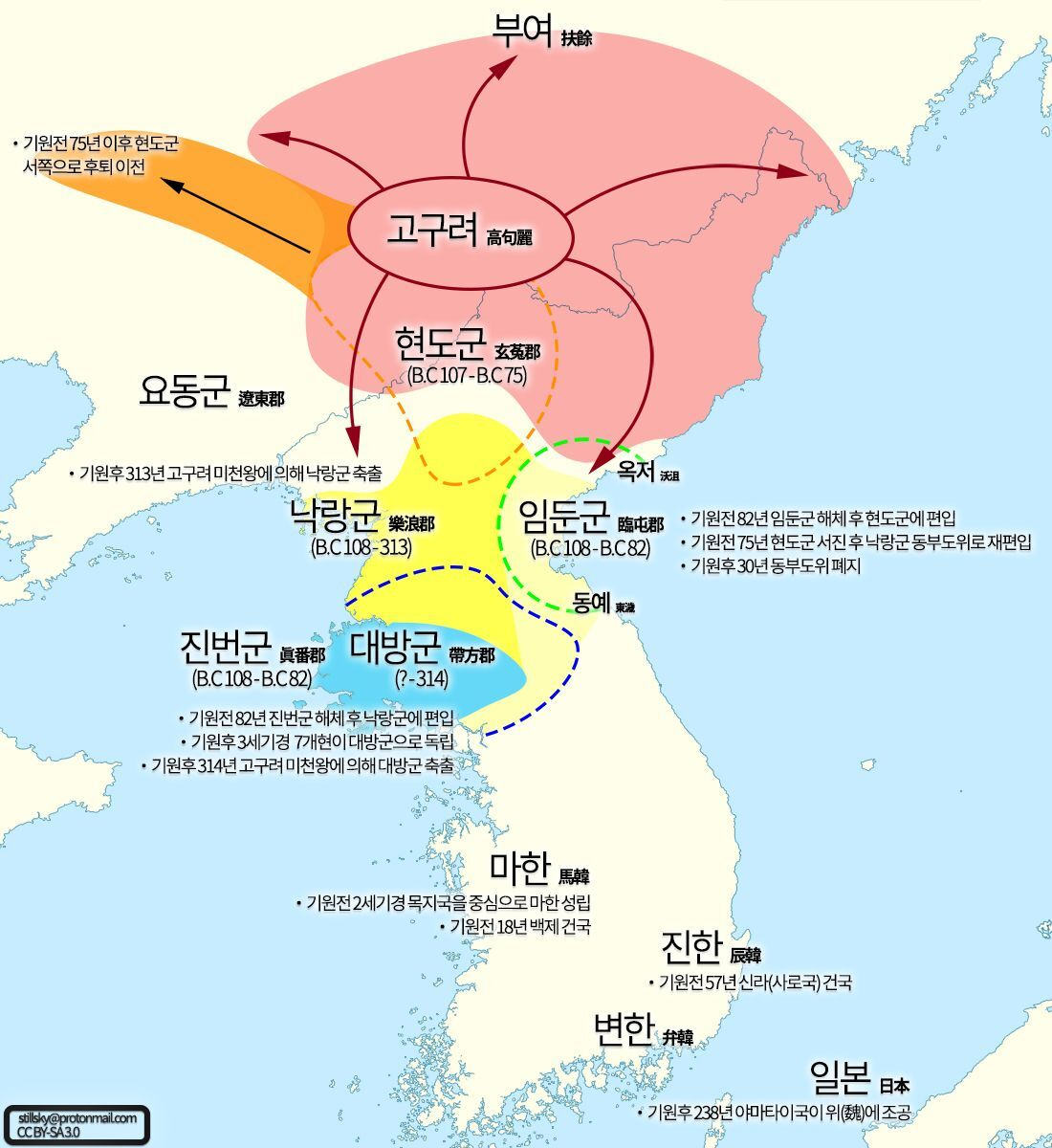
한사군의 역사적 위치

진번군(眞番郡)은 전한(前漢)의 무제(武帝)가 기원전 108년에 세운 한사군(漢四郡)중 하나이다. 본래는 진번국(眞番國)이었으나 기원전 2세기에 위만조선(衛滿朝鮮)에 복속되어 위만조선의 행정구역이 되었다. 기원전 108년에 위만조선을 멸망시킨 전한은 위만조선의 행정구역을 그대로 계승하여 진번 지역에 진번군을 설치하였다. 기원전 82년에 군이 폐지되고 소속 현들은 낙랑군에 편입되어 남부도위(南部都尉)의 관할을 받게 되었다.

## 역사
진번은 원래 고조선 근방에 있던 독립국가였던 것으로 보인다. 중국의 역사서에 고조선과 함께 동방의 주요 국가명으로 자주 등장한다. 기원전 2세기에 위만(衛滿)이 준왕(準王)을 몰아내고 집권한 이후 진번은 위만조선에 복속되었다. 위만조선은 복속된 진번 지역을 그대로 행정구역으로 편입하였다. 기원전 108년, 위만조선을 멸망시킨 전한은 위만조선의 행정구역을 그대로 계승하여 진번 지역에 진번군을 설치하였다. 진번군의 치소는 잡현(霅縣)이며, 15개 현을 관할하였다고 한다. 그러나 명칭이 전해지는 현은 후에 남부도위 관할로 편입된 7개 현 뿐이다.
진번군은 설치된 이후 토착민들의 저항에 부딪혀 기원전 82년에 임둔군과 함께 폐지되었다. 진번군의 영역은 낙랑군에 편입되었는데, 소속 15개 현 가운데 7개 현만 편입되고 나머지 8개 현은 폐지된 것으로 보인다. 낙랑군은 편입된 진번군 지역을 관할하기 위해 남부도위(南部都尉)를 설치하여 7개 현을 관할하게 하였다. 남부도위의 7개 현은 2세기 말에 대방군에 편입되었다.

## 위치에 대한 논란
진번군의 위치와 영역에 대해서는 많은 논란이 있어 왔다. 조선시대 실학자들은 진번군이 낙랑군의 북방에 있었는지 남방에 있었는지를 놓고 많은 논란이 있었으며, 북방설은 다시 요동 지역이었다는 주장, 고구려 지역이라는 주장 등이 있고 남방설은 진국(辰國)을 진번으로 보는 주장, 강원도 지역이라는 주장, 황해도 지역이라는 주장이 있다. 일제강점기에 이루어진 발굴 조사에서 황해도 사리원시의 속칭 당토성(唐土城)에서 '사군대방태수장무이전(使君帶方太守張撫夷塼)'이라는 명문이 새겨진 벽돌이 발견된 이후 대한민국의 한국사학계에서는 대체로 황해도 지역을 진번군의 영역으로 보고 있다.

## 같이 보기
- 한사군

## 참고 문헌
- 사마천 (기원전1~2세기). 〈권제115 조선열전(朝鮮列傳) / (漢文本)〉. 《사기》.